# About a Boy (Fernsehserie)
About a Boy ist eine US-amerikanische Sitcom, welche ihre Premiere am 22. Februar 2014 auf NBC hatte. Neben dem Film About a Boy oder: Der Tag der toten Ente stellt die Serie die zweite Adaption des gleichnamigen Buches von Nick Hornby dar. Die Serie spielt im selben Serienuniversum wie die Serie Parenthood, da Dax Shepard als Crosby Braverman in der zehnten Episode der zweiten Staffel von About a Boy einen Auftritt hat.
Im Mai 2015 stellte NBC die Produktion der Serie ein.

## Handlung
Im Mittelpunkt der Serie steht der Songschreiber Will Freeman, der ein unbeschwertes Leben führt. Dies ändert sich jedoch, als die alleinerziehende Mutter Fiona mit ihrem elfjährigen Sohn Marcus nebenan einzieht. Mit der Zeit freunden sich Will und Marcus an. Jedoch hat Will Bedenken, da nun ein Kind sein bester Freund ist. Er entdeckt aber, dass Frauen sich zu alleinerziehenden Männern hingezogen fühlen. Um dies zu seinem Vorteil auszunutzen, machen Will und Marcus einen Deal: Marcus tut so, als sei er der Sohn von Will und im Gegenzug erlaubt Will es ihm, bei ihm zu Hause zu spielen.

## Besetzung und Synchronisation
Die Synchronisation der Serie wurde bei der VSI Synchron nach Dialogbüchern von Sini Haupt unter der Dialogregie von Tatjana Kopp erstellt.
| Figur             | Darsteller        | Deutscher Sprecher |
| Hauptrollen       | Hauptrollen       | Hauptrollen        |
| ----------------- | ----------------- | ------------------ |
| Will Freeman      | David Walton      | Markus Pfeiffer    |
| Fiona Bowa        | Minnie Driver     | Christin Marquitan |
| Marcus Bowa       | Benjamin Stockham |                    |
| Andy              | Al Madrigal       | Gerrit Schmidt-Foß |
| Nebenrollen       |                   |                    |
| Laurie            | Annie Mumolo      | Susanne von Medvey |
| Dakota            | Leslie Bibb       | Bianca Krahl       |
| Dr. Samantha Lake | Adrianne Palicki  | Magdalena Turba    |
| Lou               | Will Sasso        | Detlef Bierstedt   |
| Richard           | Keith Powell      | Tobias Nath        |
| T.J.              | Zach Cregger      | Nico Mamone        |

## Produktion
Im Februar 2013 wurde David Walton für die erste zentrale Hauptrolle der Serie verpflichtet. Wenige Tage später folgte die Verpflichtung von Minnie Driver und rund einen Monat später die von Benjamin Stockham, der zu dieser Zeit noch in der Serie 1600 Penn mitspielte, für die restlichen zwei zentralen Rollen. Am 9. Mai 2013 bestellte NBC die Serie offiziell. Im Januar 2014 wurde bekannt gegeben, dass die Serie am 21. Februar 2014 nach einer Berichterstattung über die Olympischen Winterspiele 2014 starten werde. Kurze Zeit später wurde die Entwicklung eines Crossovers mit der Serie Parenthood bekanntgegeben. Im Mai 2014 gab NBC die Verlängerung um eine zweite Staffel bekannt. Im Januar 2015 wurde der Umfang dieser Staffel von 22 auf 20 Episoden gekürzt. Anfang Mai wurde die Serie nach dieser abgesetzt.

## Ausstrahlung
Vereinigte Staaten
Die Ausstrahlung der 13 Episoden der ersten Staffel war vom 22. Februar bis zum 13. Mai 2014 zu sehen. Die ersten 14 Episoden der zweiten Staffel wurden vom 14. Oktober 2014 bis zum 17. Februar 2015 ausgestrahlt. Die restlichen Episoden wurden am 20. Juli 2015 über iTunes und Amazon veröffentlicht.
Deutschland
Die deutschsprachige Erstausstrahlung sendet Comedy Central seit dem 16. November 2014.

## Episodenliste

### Staffel 1
| Nr. (ges.) | Nr. (St.) | Deutscher Titel             | Originaltitel          | Erstausstrahlung USA | Deutschsprachige Erstausstrahlung (D) | Regie             | Drehbuch                  | Quoten (USA) |
| ---------- | --------- | --------------------------- | ---------------------- | -------------------- | ------------------------------------- | ----------------- | ------------------------- | ------------ |
| 1          | 1         | Willkommen In San Francisco | Pilot                  | 22. Feb. 2014        | 16. Nov. 2014                         | Jon Favreau       | Jason Katims              | 8,26 Mio.    |
| 2          | 2         | Die totale Ausgelassenheit  | About Total Exuberance | 4. März 2014         | 23. Nov. 2014                         | Todd Holland      | Jason Katims              | 8,36 Mio.    |
| 3          | 3         | Der Patenonkel              | About a Godfather      | 11. März 2014        | 30. Nov. 2014                         | Michael Weaver    | David M. Israel           | 7,49 Mio.    |
| 4          | 4         | Ein Tanz                    | About a Girl           | 18. März 2014        | 7. Dez. 2014                          | Ken Whittingham   | Mark Kunerth              | 7,61 Mio.    |
| 5          | 5         | Der Klempner                | About a Plumber        | 25. März 2014        | 14. Dez. 2014                         | Michael Weaver    | Sarah Watson              | 7,41 Mio.    |
| 6          | 6         | Wills Perfekte Frau         | About a Bublé          | 1. Apr. 2014         | 21. Dez. 2014                         | Adam Davidson     | Cara DiPaolo              | 7,17 Mio.    |
| 7          | 7         | Das Pokerspiel              | About a Poker Night    | 8. Apr. 2014         | 21. Dez. 2014                         | Adam Davidson     | Colleen McGuinness        | 6,87 Mio.    |
| 8          | 8         | Der Dreckmeister            | About a Slopmaster     | 15. Apr. 2014        | 28. Dez. 2014                         | Jeff Melman       | Carrie Kemper             | 6,99 Mio.    |
| 9          | 9         | Der erste Kuss              | About a Kiss           | 22. Apr. 2014        | 28. Dez. 2014                         | Eric Appel        | Matt Wolpert & Ben Nedivi | 6,86 Mio.    |
| 10         | 10        | Papa Pinguin                | About a Boy’s Dad      | 29. Apr. 2014        | 4. Jan. 2015                          | Wendey Stanzler   | Sarah Watson              | 6,25 Mio.    |
| 11         | 11        | Der Geburtstag              | About a Birthday Party | 6. Mai 2014          | 4. Jan. 2015                          | Michael Weaver    | David M. Israel           | 6,04 Mio.    |
| 12         | 12        | Der Hammer                  | About a Hammer         | 13. Mai 2014         | 11. Jan. 2015                         | Dylan K. Massin   | Mark Kunerth              | 6,42 Mio.    |
| 13         | 13        | Beste Freunde für immer     | About a Rib Chute      | 13. Mai 2014         | 18. Jan. 2015                         | Lawrence Trilling | Jason Katims              | 5,68 Mio.    |

### Staffel 2
| Nr. (ges.) | Nr. (St.) | Deutscher Titel            | Originaltitel              | Erstausstrahlung USA | Deutschsprachige Erstausstrahlung (—) | Regie                    | Drehbuch                         | Quoten (USA) |
| ---------- | --------- | -------------------------- | -------------------------- | -------------------- | ------------------------------------- | ------------------------ | -------------------------------- | ------------ |
| 14         | 1         | About a Vasectomy          | About a Vasectomy          | 14. Okt. 2014        | 7. Dez. 2015                          | Adam Davidson            | Jason Katims                     | 5,83 Mio.    |
| 15         | 2         | About a House for Sale     | About a House for Sale     | 21. Okt. 2014        | 8. Dez. 2015                          | Michael Weaver           | David M. Israel                  | 4,63 Mio.    |
| 16         | 3         | About a Will-O-Ween        | About a Will-O-Ween        | 28. Okt. 2014        | 9. Dez. 2015                          | Adam Davidson            | Mark Kunerth                     | 4,12 Mio.    |
| 17         | 4         | About a Bad Girl           | About a Bad Girl           | 4. Nov. 2014         | 10. Dez. 2015                         | Michael Weaver           | Julia Brownell                   | 3,52 Mio.    |
| 18         | 5         | About an Angry Ex          | About an Angry Ex          | 18. Nov. 2014        | 11. Dez. 2015                         | Dylan K. Massin          | Annie Weisman                    | 4,20 Mio.    |
| 19         | 6         | Der Balkon                 | About a Balcony            | 25. Nov. 2014        | 14. Dez. 2015                         | Patrick Norris           | Isaac Aptaker & Elizabeth Berger | 3,05 Mio.    |
| 20         | 7         | Die Ente                   | About a Duck               | 2. Dez. 2014         | 15. Dez. 2015                         | Michael Weaver           | Hannah Friedman                  | 4,21 Mio.    |
| 21         | 8         | Das Weihnachtslied         | About a Christmas Carol    | 9. Dez. 2014         | 24. Dez. 2015                         | Dax Shepard              | Jason Katims                     | 3,68 Mio.    |
| 22         | 9         | Das Freundschaftsjubiläum  | About a Manniversary       | 6. Jan. 2015         | 16. Dez. 2015                         | Jay Karas                | Julia Brownell                   | 2,69 Mio.    |
| 23         | 10        | Vom Jungen zum Mann        | About a Boy Becoming a Man | 13. Jan. 2015        | 17. Dez. 2015                         | Bethany Rooney           | Annie Weisman                    | 2,79 Mio     |
| 24         | 11        | Die Hookline               | About a Hook               | 27. Jan. 2015        | 18. Dez. 2015                         | Linda Mendoza            | David M. Israel                  | 2,80 Mio     |
| 25         | 12        | Der Callboy                | About a Prostitute         | 3. Feb. 2015         | 21. Dez. 2015                         | Daisy von Scherler Mayer | Mark Kunerth                     | 2,86 Mio.    |
| 26         | 13        | Der Freund                 | About a Boyfriend          | 10. Feb. 2015        | 23. Dez. 2015                         | Dylan K. Massin          | Julia Brownell                   | 2,70 Mio.    |
| 27         | 14        | Die Katzenparty            | About a Cat Party          | 17. Feb. 2015        | 22. Dez. 2015                         | Ken Whittingham          | Isaac Aptaker & Elizabeth Berger | 2,41 Mio.    |
| 28         | 15        | Der Kofferraum             | About a Trunk              | 20. Juli 2015 (VoD)  | 1. Jan. 2016                          | Wendey Stanzler          | Annie Weisman                    | —            |
| 29         | 16        | Das Loch der Erinnerungen  | About a Memory Hole        | 20. Juli 2015 (VoD)  | 4. Jan. 2016                          | Michael Weaver           | Mark Kunerth                     | —            |
| 30         | 17        | Der letzte Urlaub zu zweit | About a Babymoon           | 20. Juli 2015 (VoD)  | 5. Jan. 2016                          | Dylan K. Massin          | Aaron Brownstein & Simon Ganz    | —            |
| 31         | 18        | Der andere Junge           | About Another Boy          | 20. Juli 2015 (VoD)  | 6. Jan. 2016                          | Michael Weaver           | Isaac Aptaker & Elizabeth Berger | —            |
| 32         | 19        | Selbstverteidigung         | About a Self Defense       | 20. Juli 2015 (VoD)  | 7. Jan. 2016                          | Jaffar Mahmood           | Annie Weisman                    | —            |
| 33         | 20        | Liebe liegt in der Luft    | About a Love in the Air    | 20. Juli 2015 (VoD)  | 8. Jan. 2016                          | Patrick Norris           | Jason Katims                     | —            |